# 瓦尔默罗德附近贝罗德
瓦尔默罗德附近贝罗德是德国莱茵兰-普法尔茨州的一个市镇。总面积3.92平方公里，总人口550人，其中男性275人，女性275人（2011年12月31日），人口密度140人/平方公里。